# Andy Murray
Andrew „Andy” Murray (n. 15 mai 1987, Glasgow, Scoția, Regatul Unit) este un fost jucător profesionist de tenis, din Regatul Unit. A fost lider mondial și a câștigat în carieră trei turnee de Grand Slam. După retragerea din activitate a devenit antrenor, iar din noiembrie 2024 este antrenorul lui Novak Djokovic, fostul său rival în circuitul profesionist.

## Carieră
Murray a ajuns în primii 10 jucători în clasamentul ATP pe 16 aprilie 2007 și a ajuns pe locul 4 după US Open 2008, când a jucat în finală, fiind învins de Roger Federer, după ce l-a învins în semifinale pe Rafael Nadal, la acel moment numărul 1 mondial.
După turneul de la Roma, din 2009, a urcat pe locul trei în clasamentul ATP, cea mai bună clasare din istorie a unui tenisman britanic (Greg Rusedski și Tim Henman ocupaseră maxim locul patru).
În iunie 2009 a câștigat turneul pe iarbă de la Queen's, fiind primul britanic autor al acestei performanțe după 71 de ani.
În 2012 a fost semi-finalist la Australian Open, finalist la Wimbledon și medaliat cu aur la Olimpiadă. A câștigat și primul său turneu de Grand Slam tot în 2012, la US Open, în finală cu Djokovic. La turneul campionilor a pierdut în semifinale în fața lui Roger Federer.
Andy Murray a început sezonul 2017 la Qatar Open unde a jucat finala împotriva lui Novak Djokovic. Murray a pierdut finala cu 3-6, 7-5, 4-6. Deși a reușit să salveze trei puncte de meci în setul secund și să ducă meciul în decisiv, a pierdut al treilea set cu 4-6.

## Viața personală
Andy Murray s-a căsătorit în aprilie 2015 cu Kim Sears. În februarie 2016, Andy Murray și Kim Sears au devenit părinții unei fetițe. .